# Кондензациона језгра
Кондензациона језгра представљају хигроскопне чврсте или течне честице које лебде у ваздуху. На њима започиње кондензација водене паре у атмосфери и образовање облака или магле. Кондензациона језгра су највише концентрисана изнад градова, гдје их сачињавају честице прашине или аеросоли. Али то могу бити било какве чврсте честице веома малих димензија.